# Salih Dursun
Salih Dursun né le 12 juillet 1991 à Sakarya, est un footballeur turc, qui évolue au poste d'arrière droit, au sein du club de Fatih Karagümrük.